# Павловский, Валерий Владимирович
Вале́рий Влади́мирович Павло́вский (род. 16 апреля 1939 года, Попасной, Луганская область, УССР, СССР) — советский и российский философ, специалист по социальной философии и ювенологии. Разработчик собственных концепций ювенологии и этасологии. Доктор философских наук, профессор. Глава Черновицкого областного философского общества.

## Биография
Родился 16 апреля 1939 года в городе Попасной.
В 1963 году окончил филологический факультет Московского государственного университета имени М. В. Ломоносова по специальности «филолог-преподаватель русского языка».
В 1972 году окончил аспирантуру по философии в Новосибирском государственном университете и защитил диссертацию на соискание учёной степени кандидата философских наук по теме «Ленинизм и социальное развитие советской молодёжи на современном этапе» (специальность 09.00.02 — «Теория научного социализма и коммунизма»).
В 1972—1983 годах — старший преподаватель и доцент кафедры философии Красноярского государственного университета.
В 1983—1987 годах — заведующий кафедрой философии Сибирского государственного технологического института.
В 1988—1994 годах — доцент кафедры философии Красноярского государственного инженерно-строительного института.
В 1999 году в НГУ защитил диссертацию на соискание учёной степени доктора философских наук по теме «Социально-философские основания исследования молодёжи» (специальность 09.00.11 — «Социальная философия»).
Доцент, профессор и заведующий кафедрой философии Красноярского государственного аграрного университета.
В 2003—2009 годах — профессор кафедры социально-экономических наук и экономической теории Черновецкий торгово-экономический институт Киевского национального торгово-экономического университета.
Профессор Киевского университета славистики.

## Научная деятельность
В область научных интересов В. В. Павловского входят вопросы, связанные с философским осмыслением социально-возрастных групп и возраста людей, организация исследовательских проектов новых интегративных наук, занимающихся изучением различных социально-возрастных слоёв населения.
В. В. Павловским создана собственная концепция этасологии (наука о возрасте человека), которая охватывает необходимые сведения из естественных, общественных, прикладных и прочих наук. В систему этасологических наук он включает инфантологию, пубертологию, ювентологию, матуритологию, пресенологию и сенектологию — науки о детском, подростковом, молодом, зрелом, пожилом и старческом возрастах. Он полагает, что данные дисциплины позволяют комплексно исследовать природные и социальные особенности различных социально-возрастных групп общества, а также обеспечивают возможность иначе рассмотреть преемственности и смены поколений, включая их значение в общественном развитии.
Также В. В. Павловский разрабатывает собственную научную теорию ювенологии — интегративной науки о молодёжи как об особой возрастной социальной группе.

## Награды
- Орден «Знак Почёта»

## Научные труды

### Диссертации
- Павловский В. В. Ленинизм и социальное развитие советской молодёжи на современном этапе: автореферат диссертации … кандидата философских наук / В. В. Павловский ; Новосибирский университет [НГУ]. — Новосибирск : НГУ, 1973. — 24 с.
- Павловский В. В. Социально-философские основания исследования молодёжи: автореферат диссертации … доктора философских наук / В. В. Павловский ; Новосибирский университет [НГУ]. — Новосибирск : НГУ, 1999. — 46 с.

### Монографии
на русском языке
- Павловский В. В. Ленинская концепция молодежи: Опыт историко-теоретического и методологического исследования: монография. — Красноярск : Красноярский университет [КрасГУ], 1991. — 264 с.
- Павловский В. В. Ювенология: становленние науки про молодёжь. Научная монография. — Красноярск: Краснояр. гос. универ., 1997.— 188 с.
- Павловский В. В. Ювентология: проект интегративной науки о молодежи. Монография. — М.: Академический проект, 2001. — 304 с. 3000 экз. ISBN 5-8291-0105-X
- Павловский В. В. Фальсификаторы марксизма за работой. — М.:Либроком, 2009. — 56 с. ISBN 978-5-397-00611-8
- Павловский В. В. «Гражданская война во Франции» К. Маркса и современность. — М.: КомКнига, 2010. — 80 с. — (Размышляя о марксизме) ISBN 978-5-484-01222-0
- Павловский В. В. Послание-2009 Президента РФ Д. А. Медведева. Планы, программы и — реальность. — М.: Либроком, 2011. — 82 с. ISBN 978-5-397-01592-9
- Павловский В. В. «Фейербах…» из «Немецкой идеологии»… К. Маркса и Ф. Энгельса: переосмысление классики / В. В. Павловский ; М-во сельского хоз-ва Российской Федерации, Красноярский гос. аграрный ун-т. — Красноярск : Красноярский гос. аграрный ун-т, 2011. — 103 с. ISBN 978-5-94617-245-5
- Павловский В. В. Афоризмы и мысли : размышления о природе, человеке, обществе, культуре. — М.:Академический проект, 2012. — 216 с. 1000 экз. ISBN 978-5-8291-1424-4, ISBN 978-5-902767-34-3
- Павловский В. В. Введение в философию. — М.: URSS : Либроком, 2012. — 202 с. ISBN 978-5-397-02524-9
- Павловский В. В. Космическая философия К. Э. Циолковского: Некоторые аспекты / В. В. Павловский ; М-во сельского хоз-ва Российской Федерации, ФГБОУ ВПО «Красноярский гос. аграрный ун-т». — Красноярск: Красноярский гос. аграрный ун-т, 2013. — 52 с. ISBN 978-5-94617-314-8

на других языках
- Павловський В. В. Основи ювентології. Наукова монографія. — Чернівці: Зелена Буковина, 2005.
- Павловський В. В. Основи ювентології. Наукова монографія. — Київ: вид-во КНТ, 2005.
- Павловський В. В. Загальний курс філософії. Навчальний посібник. — Чернівці, ЧТЕІ КНТЕУ, 2005.
- Павловський В. В. Сучасні соціальні проблеми — очима філософа. Наукова монографія. — Чернівці: Зелена Буковина, 2007. — 204 с.

### Научное руководство и редакция
- Социальное развитие Советской молодежи в условиях НТР: отчет о НИР (заключит.). — ГР 77074052 / Красноярский университет [КрасГУ]; фот. авт. В. В. Павловский. — [Б. м. : б. и.], 1981. — 19 с.
- Анализ экономического и социального развития Хакасской автономной области в X пятилетке: отчет о НИР (заключит.). — ГР 79030787 / Красноярский университет [КрасГУ]; науч. рук. В. В. Павловский. — [Б. м. : б. и.], 1980. — 231 с.
- Социальное развитие молодых строителей «Главкрасноярскстроя» в условиях научно-технического прогресса: отчет о НИР / Красноярский университет [КрасГУ]; науч. рук. В. В. Павловский. — [Б. м. : б. и.], 1977. — 123 с.
- Методологические проблемы изучения социалистического образа жизни: монография / гл. ред.: В. В. Павловский, Ж. Т. Тощенко. — Красноярск : Красноярский университет [КрасГУ], 1977. — 143 с.

### Статьи
- Павловский В. В. О типологии факторов духовного мира личности молодого человека // Методологические проблемы исследования духовного мира личности. Красноярск, 1983;
- Павловский В. В. Теоретические и методологические проблемы формирования этасологии // Вестник Красноярского государственного аграрного университета. Вып. З. 1998;
- Павловский В. В. Философия молодёжи: становление новой философской дисциплины // Вестник Красноярского государственного аграрного университета. Вып. 5. 1999;
- Павловский В. В. Социология молодёжи и ювенология // Социологические исследования. 1999. № 5. С. 46—52.